# Oritoniscus virei
Oritoniscus virei är en kräftdjursart som beskrevs av Albert Vandel1948. Oritoniscus virei ingår i släktet Oritoniscus och familjen Trichoniscidae. Utöver nominatformen finns också underarten O. v. septentrionalis.